# Mad World
“Mad World” é uma canção da banda britânica Tears for Fears, escrita por Roland Orzabal e interpretada pelo baixista Curt Smith.
Foi o terceiro single lançado pela banda e o primeiro grande sucesso da mesma, alcançando 3º lugar no UK Singles Chart em novembro de 1982. Tanto “Mad World” quanto seu lado B, “Idead as Opiates”, apareceram no álbum de estreia da banda, The Hurting, no ano seguinte. Ao mesmo tempo, a canção se tornou o primeiro sucesso internacional da banda alcançando o top 40 em vários países em 1982 e 1983, atingindo a notável classificação de 2º lugar na África do Sul.
Duas décadas depois, “Mad World” teve um grande ressurgimento quando foi lançada uma cover numa versão muito mais lenta e num estilo minimalista por Michael Andrews e Gary Jules, para a trilha sonora do filme Donnie Darko, em 2001. Essa versão alcançou o primeiro lugar no Reino Unido e em dezembro de 2003 também se tornou um sucesso internacional.

## Composição
“Mad World” foi originalmente escrita ao som de um violão quando Orzabal tinha 19 anos, e foi uma tentativa deliberada para escrever algo semelhante à música “Girls on Film”, do Duran Duran. Após algumas tentativas com Orzabal no vocal, Smith assumiu a canção e “de repente a música soou fabulosa”.
A banda tinha intenção de fazer da canção um lado-b para o seu segundo single “Pale Shelter (You Don’t Give Me Love)”. Após uma insistência por parte da gravadora Polygram, a banda decidiu que talvez a canção fosse algo que as pessoas quisessem ouvir no rádio, por este motivo resolveram conter o seu lançamento para divulgar a canção posteriormente como um single próprio, após regravá-la com o produtor Chris Hughes, ex-baterista da banda Adam and the Ants.
A ideia surgiu quando eu vivia em cima de uma pizzaria em Bath e conseguia ver todo o centro da cidade. Não que Bath seja muito louca – eu deveria te-lâ chamado de “Mundo Burguês”.— Roland Orzabal
“Mad World” foi o primeiro single do álbum terminado. A intenção era chamar atenção para o álbum e nós esperávamos conseguir isso um pouco mais pra frente. Nós não tínhamos ideia de que se tornaria um sucesso. Nem mesmo a gravadora.— Curt Smith

## Significados
A canção foi influenciada pelas teorias do psicanalista Arthur Janov, autor de O Grito Primal. O verso “the dreams in which I’m dying are the best I've ever had” sugere que sonhos de experiências intensas como a morte são as melhores alternativas para liberação das tensões.
"A nível da letra, a canção é muito livre. Ela lança um conjunto de muitas imagens diferentes para pintar um retrato sem dizer nada específico sobre o mundo."— Roland Orzabal
"É muito mais uma canção de voyeur. É como olhar para um mundo louco através dos olhos de um adolescente."— Curt Smith
Outro fato interessante sobre a canção: o ad libitum de Curt Smith no verso final da música resultou em um virundum. Smith esclareceu a verdadeira letra em 2010:
"Com a popularidade de Mad World novamente resurgindo, eu tenho recebido mais perguntas a respeito do último verso na versão do álbum The Hurting, uma linha que ocasionalmente eu também canto em shows. O verdadeiro verso é: “Halargian world.” (não “illogical world”, “raunchy young world”, “enlarging your world”, e mais uma série de outros palpites interessantes, se não divertidos). A história real: Halarge era um planeta imaginário inventado por Chris Hughes ou Ross Cullum durante a gravação de The Hurting. Eu adicionei a palavra como uma piada durante um ensaio e nós mantemos. E aí está."— Curt Smith

## Versões
A versão 7’’ de “Mad World” é o mesmo remix da canção encontrada em The Hurting. A música teve apenas um remix nesse lançamento inicial, o World Remix, que está na versão dupla de 7’’. O remix é muito parecido com a versão do álbum, sendo uma das diferenças mais notáveis o eco adicionado na introdução e no meio da música, e a subtração de uma parte sutil de teclado na ponte. Um remix posterior feito pelo notável produtor musical britânico Afterlife foi adicionado no relançamento de 2005 da coleção de maiores sucessos do Tears for Fears, Tears Roll Down (Greatest Hits 82-92).
A versão mais recente da música foi apresentada na série Riverdale em um episódio da segunda temporada.

## Lado-b
“Ideas as Opiates” é uma música que originalmente serviu apenas como lado-b para o single de “Mad World”; posteriormente ela foi regravada para ser incluída no álbum The Hurting. A canção leva o nome de um dos capítulos do livro Prisoners of Pain, do psicanalista Arthur Janov, e traz letras relatando o conceito da Terapia Primal. A canção é musicalmente simples, contando apenas com um piano, caixa de ritmos e saxofone. Uma versão alternativa da canção intitulada “Saxophones as Opiates” foi incluída como lado-b do single de 12 polegadas e é em sua maior parte instrumental. 
"Esse é o capítulo de Janov, e é realmente uma referência para a mente das pessoas, a maneira com que o ego pode suprimir informações muito desagradáveis para si mesmo – a gentil maneira que a mente pode enganar a si mesma com o pensamento de que tudo é maravilhoso."— Roland Orzabal
"Isso tudo era realmente sobre aquele tipo de coisa – a resposta psicológica para a religião como sendo o opiáceo das massas, enquanto nós pensávamos que as ideias assim eram acima de qualquer outra coisa."— Curt Smith

## Videoclipe
O videoclipe promocional de “Mad World”, filmado no final do verão de 1982, foi o primeiro vídeo musical do Tears for Fears. Ele apresenta Curt Smith com um olhar triste observando para fora de uma janela enquanto Roland Orzabal executa uma dança bizarra do lado de fora, num piér a beira de um lago. Uma breve cena de uma festa no vídeo conta com amigos e familiares da banda, incluindo a esposa de Smith na época, Lynn Altman.
De acordo com Curt Smith, “quando nós fizemos o vídeo em uma propriedade rural, nós levamos de ônibus todos os nossos amigos e familiares de Bath e tivemos um dia divertido. A mulher que está tendo uma festa de aniversário no vídeo é minha mãe.” 
O videoclipe foi dirigido por Clive Richardson, que foi notável pelo seu trabalho na época com a banda Depeche Mode.

## Lista de músicas
7": Mercury / IDEA3 (Reino Unido) / 812 213-7 (Estados Unidos)
1. "Mad World" – 3:32
2. "Ideas as Opiates" – 3:54

7": Mercury / IDEA3 (Irlanda) / 6059 568 (Austrália, Europa) / TOS 1411 (África do Sul)
1. "Mad World" (World Remix) – 3:42
2. "Ideas as Opiates" – 3:54

7" duplo: Mercury / IDEA33 (Reino Unido)
1. "Mad World" – 3:32
2. "Mad World" (World Remix) – 3:42
3. "Suffer the Children" (Remix) – 4:15
4. "Ideas as Opiates" – 3:54

12": Mercury / IDEA312 (Reino Unido) / 6400 677 (Europa)
1. "Mad World" – 3:32
2. "Ideas as Opiates" – 3:54
3. "Saxophones as Opiates" – 3:54

## Desempenho nas tabelas musicais
| Paradas musicais (1982-83)            | Posição alcançada |
| ------------------------------------- | ----------------- |
| Austrália (ARIA)                      | 12                |
| Alemanha (Official German Charts)     | 21                |
| Irlanda (IRMA)                        | 6                 |
| Nova Zelândia (Recorded Music NZ)     | 25                |
| África do Sul (RiSA)                  | 2                 |
| Suíça (Schweizer Hitparade)           | 10                |
| Reino Unido (Official Charts Company) | 3                 |

## Versão de Michael Andrews e Gary Jules
“Mad World” alcançou um segundo turno de sucesso após quase 20 anos quando foi regravada por Michael Andrews e Gary Jules para o filme Donnie Darko, em 2001. Enquanto a versão do Tears for Fears contava com sintetizadores e percussão pesada, a versão de Andrews/Jules foi mais despojada; ao invés de um suporte musical completo, foi usado apenas um conjunto de acordes de piano, um mellotron imitando cello, toques muito leves de piano elétrico e um modesto uso de um vocoder no refrão.
A colaboração surgiu após Andrews convidar Jules, um amigo de infância, a acrescentar letras na canção. A versão moderna da dupla foi originalmente lançada no CD da triha sonora do filme no ano de 2002, mas a divulgação da canção com o lançamento do DVD do filme foi tão intensa que finalmente impulsionou Jules e Andrews a lançar a canção como um single próprio. O lançamento foi um sucesso no final de 2003, se tornando o single número 1 em vendas no Reino Unido.
O videoclipe da música foi dirigido por Michel Gondry. O sucesso da canção no Reino Unido no entanto não se traduziu para os Estados Unidos, onde alcançou o 30º lugar na parada da Billboard Modern Rock Tracks. Gary Jules apresentou “Mad World” com Mylène Farmer na turnê Timeless 2013 Tour da cantora. Em 2006 a música foi incluída no comercial do jogo Gears of War, o que também ajudou a canção a subir nas paradas.
Uma apresentação de Adam Lambert na oitava temporada do American Idol em 2009 também aumentou brevemente as vendas e o interesse pela canção. Posteriormente uma gravação dessa apresentação foi lançada como um single digital e alcançou o Top 20 na Billboard Hot 100 em 2009. Billboard catalogou a canção como 100º lugar na lista “Top 100 'American Idol' Hits of All Time".
Lista de músicas
CD1: Sanctuary / SANXD250 (Reino Unido)
1. "Mad World" – 3:06
2. "No Poetry" – 3:59
3. "Mad World" (alternate version) – 3:37

CD2: Sanctuary / SANXD250X (Reino Unido)
1. "Mad World" (Grayed Out Mix) – 6:45
2. "The Artifact & Living" – 2:26
3. "Mad World" (video) – 3:20

## Versão deRiverdale
No episódio "Chapter Twenty-One: House of the Devil", da segunda temporada de Riverdale, Archie Andrews (KJ Apa), Veronica Lodge (Camila Mendes) e Betty Cooper (Lili Reinhart) cantam "Mad World" em uma cena na qual Archie e Veronica começam cantando, mas devido algumas discussões anteriores, Veronica sai correndo e Archie vai atrás dela. Neste momento, Betty encontra a oportunidade perfeita para fazer a tradicional dança das Serpentes, para poder tornar-se uma Serpente honorária—sendo assim, assume a apresentação.
A canção recebeu uma calorosa recepção dos fãs da série, fazendo com que fosse muito ouvida em plataformas musicais.

## Cultura popular
- Em 2011, a música foi regravada no reality show The Glee Project.
- No final de 2006, uma versão condensada do cover de Andrews/Jules foi adicionada no comercial premiado do jogo Gears of War. Uma versão instrumental apareceu também em Gears of War 3, quando Dom sacrifica a si mesmo para salvar seu pelotão.[15]
- A versão de Andrews/Jules também se tornou uma escolha popular como música de fundo em várias séries de televisão, como por exemplo: Being Human, Brothers & Sisters, Cold Case, CSI, Dead Like Me, Smallville, The Cleveland Show, The O.C., Jericho, The Mentalist, Helix, entre outros. A versão de Adam Lambert também apareceu nas séries ER, FlashForward e General Hospital.
- Curt Smith cantou a música na série Psych.